# NATO協議・指揮統制機関
座標: 北緯52度06分31秒 東経4度19分28秒 / 北緯52.108693度 東経4.324579度
北大西洋条約機構協議・指揮統制機関（きたたいせいようじょうやくきこうきょうぎ・しきとうせいきかん、英語: NATO Consultation, Command and Control Agency : NC3A）は、1996年に新設されたNATO協議・指揮統制組織の一部でNATO協議・指揮統制委員会（NC3B）に対し報告する。
1996年にベルギー王国ブリュッセルに所在したNATO通信情報システム機関（NACISA）とオランダ王国デン・ハーグに所在した欧州連合軍最高司令部技術センター（STC）が統合し設立される。
本機関はマトリックス組織を形成し、生産域、後援者説明域、中核部分および資源部門の4つからなる主要領域で構成される。生産域は専門知識を持つ9つのCATs（CATs）から成る。後援者説明域については機関の主要な各後援者毎に責任者を持ち、本機関との接点を提供する。中核部分については最高業務執行者、主任技術役員および調達責任者が置かれ、それぞれ技術的および調達に関する過程について、各人は機関の業務での整合性を確保する。資源部門は機関業務（人事、財務、グラフィックス、建設維持管理、その他）を取り扱う。2004年以降機関はPRINCE2とプロジェクトマネジメント協会のプロジェクト管理方法論を使用する。職員は加盟28カ国から採用され、本機関内の使用言語は英語となっている。
本機関の主要な相手は変革連合軍（ACT）と作戦連合軍（ACO）で、それ以外にはNATO航空指揮統制システム（ACCS）とその管理機関（NACMA）、NATO空中早期警戒（NAEW）、個々の加盟国および部隊指揮がある。年間予算は約1億ユーロで、主流成長域はNATOネットワーク可能能力（NNEC）と戦域ミサイル防衛（TMD）および提携地上監視偵察（AGSR）プロジェクトがある。本機関は伝統的に原型試作そして現行直下でのスパイラル開発モデルを重視している。また、本機関は国家規模での研究開発を補完し主に国家間のC4Iシステムの相互運用性を改善し、主要なC4Iシステム・プログラムを支援する事に関与している。